# Sytuacja prawna i społeczna osób LGBT w Jordanii

Lesbijki, geje, osoby biseksualne i transpłciowe (LGBT) w Jordanii zmagają się z problemami prawnymi i dyskryminacją, których nie doświadczają osoby niebędące częścią tej społeczności. Mimo to Jordania pozostaje jednym z niewielu krajów z większością muzułmańską, w których zachowania homoseksualne nie są karalne przez prawo państwowe.
Aktywność seksualna osób tej samej płci była w Jordanii nielegalna za czasów brytyjskiego Mandatu Palestyny (British Mandate Criminal Code Ordinance, no. 74, 1936 r.). Stan ten obowiązywał do 1951 roku, kiedy Jordania opracowała własny kodeks karny, który nie przewidywał żadnej formy penalizacji aktów homoseksualnych. Zachowania homoseksualne pozostają legalne na terenie Jordanii, niemniej jednak osoby LGBT manifestujące swoją odmienność w miejscach publicznych mogą nadal być ścigane za „zakłócanie moralności publicznej”. Dodatkowo większość osób LGBT wciąż spotyka się z dyskryminacją społeczną, której nie doświadczają obywatele spoza LGBT.
Ostatnie doniesienia sugerują, iż, mimo że duża liczba obywateli należących do LGBT pozostaje w ukryciu i często musi prowadzić podwójne życie, to młodsze osoby LGBT zaczynają wychodzić z ukrycia i stają się coraz bardziej widoczni przez pracę na rzecz ustanowienia w kraju tętniącej życiem społeczności, składającej się z filmowców, dziennikarzy, pisarzy, artystów i innych młodych zdolnych Jordańczyków.

## Prawo karne
Brytyjskie prawo z okresu Mandatu karało wyrokiem nawet 10 lat więzienia za homoseksualizm. W 1951 r. nowelizacja jordańskiego kodeksu karnego zalegalizowała uprawianą w prywatności, dobrowolnie i nie w celach zarobkowych „sodomię” między dwiema dorosłymi osobami, przy czym wiek przyzwolenia ustalono na 16 lat.
Jordański kodeks karny nie zezwala już członkom rodziny na bicie lub zabicie członka własnej rodziny, którego „niedopuszczalna” seksualność jest postrzegana jako przynosząca „hańbę” całej rodzinie. Od 2013 roku znowelizowany kodeks karny delegalizuje zabójstwa honorowe jako formę usprawiedliwienia morderstwa
Jordański kodeks karny daje jednak policji wolną rękę, jeśli chodzi o ochronę porządku publicznego, co jest czasem wykorzystywane przeciwko homoseksualistom organizującym imprezy towarzyskie.

### Historia
Po raz pierwszy rząd Jordanii zajął publiczne stanowisko w sprawie praw osób LGBT podczas Czwartej Światowej Konferencji na temat Kobiet, która odbyła się w 1995 roku. Konferencja ta miała na celu zajęcie się kwestiami praw kobiet w skali globalnej i zaproponowano, aby konferencja formalnie odniosła się też do praw kobiet homoseksualnych oraz biseksualnych. Przedstawiciele Jordanii opowiedzieli się za odrzuceniem tej propozycji, co przyczyniło się do niezrealizowania inicjatywy. Przedstawiciele królestwa przy ONZ również opowiadali się przeciwko LGBT, gdy sprzeciwili się inicjatywie otwartego poparcia Organizacji Narodów Zjednoczonych dla ochrony praw osób LGBT. Propozycja i tak została ostatecznie przyjęta.
Mimo nieprzychylnego stanowiska na scenie międzynarodowej, rząd Jordanii toleruje istnienie w Ammanie kawiarni, które są powszechnie uważane za przyjazne gejom. Jednym z takich miejsc jest kawiarnio-księgarnia Books@Cafe, otwarta w 1997 roku i od tego czasu pozostająca popularnym przybytkiem dla klientów wspierających „kreatywność, różnorodność i tolerancję”.
Na początku XXI wieku jordański model, Khalid, ujawnił publicznie swoją homoseksualną orientację i wsparł działające w Jordanii gejowskie czasopismo. „Kiedy dorastałem to trudno było mi znaleźć tematy, publikacje i zainteresowania, z którymi czułbym się powiązany! W moim kraju większość czasopism odrzuciła mnie i moje idee z powodu mojego młodego wieku, przez co czułem się jak wyrzutek w moim własnym społeczeństwie!” opowiadał Khalid dla soginews.com.

## Prawa osób transpłciowych
W 2014 roku Sąd Kasacyjny Jordanii, najważniejszy sąd w królestwie, zezwolił transpłciowej kobiecie zmienić swoje imię i nazwisko oraz płeć na żeńską po tym, jak przedstawiła przed wymiarem sprawiedliwości swoje dokumenty medyczne, sporządzone przez doktora z Australii. Szef jordańskiego Departamentu Stanu Cywilnego i Paszportów powiedział, że co roku w Departamencie mają od dwóch do trzech przypadków zmiany płci, wszystkie na podstawie raportów medycznych i nakazów sądowych.
Rozpatrywanie spraw dotyczących legalnej zmiany płci w Jordanii jest częścią kompetencji sądów rejonowych. Decyzję ostatecznie pozostawia się jednak sędziemu, który zazwyczaj do tego celu wyznacza komisję lekarską w celu zbadania osoby zainteresowanej.

## Media i prasa
Jordańskie prawo prasowe i wydawnicze przechodziło dwie nowelizacje - w 1998 i 2004 roku. Pierwotny dokument zabraniał przedstawiania lub popierania w mediach „zboczeń seksualnych”, do których można było zaliczać homoseksualizm. Wydanie z 2004 r. zawiera kilka postanowień mających bezpośredni wpływ na prawa osób LGBT - zakaz treści poruszających temat „perwersji seksualnych” został zastąpiony ogólnym wymogiem, aby prasa „szanowała wartości narodu arabskiego i islamskiego”. Dodatkowo prasa musi unikać wdzierania się w prywatne życie ludzi.
W 2007 roku uruchomiony został pierwszy jordański magazyn o tematyce LGBT - My.Kali. Rok później zaczęto też wydawać numery w wersji elektronicznej. Czasopismo swoją nazwą składa hołd Khalidowi Abdel-Hadiemu - jordańskiemu modelowi otwarcie mówiącemu o swojej homoseksualnej orientacji. Khalid w trakcie swojej kariery trafiał na główne nagłówki gazet, stając się tym samym jedną z niewielu twarzy społeczności LGBT w regionie Bliskiego Wschodu i północnej Afryki. Podobna sytuacja jest w przypadku samego magazynu, który tak jak Khalid ma charakter pionierski, ponieważ stanowi pierwsze czasopismo LGBT, jakie kiedykolwiek istniało w regionie MENA.
W anglojęzycznej wersji gazety Al-Dżazira opublikowany został artykuł zatytułowany „Dążenie do równości seksualnej w Jordanii (Pushing for Sexual Equality in Jordan)”, poruszający kwestię istnienia My.Kali:
„W tym roku opublikowano 50. numer magazynu i świętowano siedmioletnią rocznicę jego powstania. Na okładce wydania można ujrzeć Kaliego, przytulającego głowę rzeźby. Jego nagi tors pokryty jest białym kurzem. Nagłówek brzmi: „Opowiedz mi o małych białych tajemnicach!”
Artykuł został wkrótce usunięty przez oficjalną stronę, lecz zachowane zostały kopie, zamieszczone na licznych blogach i stronach. Cała sytuacja wywołała ogromne zamieszanie:
„[…] dwa lata temu zagraniczny dziennikarz AJ napisał pozytywny artykuł na temat jordańskiego LGBTI magazynu My.Kali. Dzień później artykuł został usunięty z jego strony internetowej, a sam dziennikarz został surowo ukarany”.
Napisał dziennikarz Dan Littauer na swojej oficjalnej stronie na Facebooku o katarskich próbach uciszenia lokalnych mediów i wolności prasy. 
Magazyn regularnie przedstawia artystów spoza LGBT na okładkach, aby promować akceptację wśród innych społeczności. Był też czasopismem, który dał wielu alternatywnym i regionalnym artystom szanse na rozwój, takim jak Yasmine Hamdan, będąca główną wokalistką zespołu Mashrou' Leila, Hamed Sinno, Alaa Wardi, Zahed Sultan i wiele innych.
„Jordan to bardzo tradycjonalistyczny kraj, a my jesteśmy w Jordanii uważani za kontrowersyjnych tylko dlatego, że po prostu przełamujemy stereotypy i wychodzimy poza normy” – powiedział Khalid dla Egypt Independent”.
Z okazji Międzynarodowego Dnia Przeciw Homofobii, Transfobii i Bifobii w roku 2014 i 2015 zorganizowano różne tematyczne wydarzenia w stolicy Jordanii - Ammanie. Miały one na celu edukowanie oraz wysłuchanie głosów członków społeczności i omówienia czekających w przyszłości wyzwań. W uroczystościach wzięło udział wielu aktywistów i członków społeczności LGBT oraz ich sojuszników z całej Jordanii. W 2015 roku jednym z prelegentów uczestniczących w wydarzeniach była pani ambasador USA w Jordanii Alice Wells. O imprezie z 2015 roku pisano w niemal wszystkich lokalnych mediach.

## Opinia publiczna
Według badania przeprowadzonego przez Arab Barometer w 2019 roku 93% Jordańczyków odpowiedziało „nie”, a 7% odpowiedziało „tak” na pytanie: „Czy społeczeństwo powinno akceptować homoseksualizm?”.
Ta sama organizacja zapytała również o zabójstwa honorowe. 21% badanych respondentów uznało zabójstwa honorowe za dopuszczalne, natomiast odsetek uznających homoseksualizm za dopuszczalny wyniósł 7%.

## Podsumowanie
| Aktywność seksualna osób tej samej płci                                                                               | ✅ Legalna od 1952 r./Brak prawa zakazującego aktywności seksualnej osób tej samej płci. |
| Równy wiek zgody (16)                                                                                                 | ✅                                                                                       |
| Przepisy zapobiegające dyskryminacji w zatrudnieniu                                                                   | ❌                                                                                       |
| Przepisy zapobiegające dyskryminacji w dostarczaniu dóbr i usług                                                      | ❌                                                                                       |
| Przepisy zapobiegające dyskryminacji we wszystkich innych obszarach (w tym dyskryminacji pośredniej, mowy nienawiści) | ❌                                                                                       |
| Małżeństwa osób tej samej płci                                                                                        | ❌                                                                                       |
| Uznawanie małżeństw osób tej samej płci                                                                               | ❌                                                                                       |
| Adopcja pasierba przez pary tej samej płci                                                                            | ❌                                                                                       |
| Wspólna adopcja przez pary tej samej płci                                                                             | ❌                                                                                       |
| Geje i lesbijki mogą otwarcie służyć w wojsku                                                                         | brak danych                                                                              |
| Prawo do zmiany płci w dokumentach                                                                                    | ✅                                                                                       |
| Dostęp do in vitro dla lesbijek                                                                                       | ❌                                                                                       |
| Homoseksualizm wykreślony z listy chorób                                                                              | ✅                                                                                       |
| Możliwość płatnego skorzystania z usług surogatki przez homoseksualne pary męskie                                     | ❌                                                                                       |
| Mężczyźni utrzymujący stosunki płciowe z innymi mężczyznami mogą oddać krew                                           | ✅                                                                                       |